# Jane Long
Jane Long, död efter 1677, var en engelsk skådespelare.
Hon var engagerad vid Duke's Company 1661-1673. 
Hon spelade initialt biroller men fick sitt genombrott när teatrarna öppnade igen efter branden 1666 och hade en framgångsrik karriär fram till att hon 1673 avslutade den för att bli älskarinna till hovmannen George Porter, med vilken hon fick en son; hon nämns sist 1677.